# Église Saint-Pierre de Bivilliers
Pour les articles homonymes, voir Église Saint-Pierre.
L'église Saint-Pierre est une église catholique située à Bivilliers, en France, ancienne commune rattachée à la commune nouvelle de Tourouvre-au-Perche.

## Localisation
L'église est située dans le département français de l'Orne au cœur de l'ancienne commune de Bivilliers.

## Historique
La nef de l'église daterait de 1224.
Le chœur est ajouté au XVIIe siècle par Marie Madeleine de la Peltrie.
L'édifice est inscrit au titre des monuments historiques le 18 août 2006.

## Architecture
L'édifice est construit en grison.

## Mobilier
Il conserve parmi d'autres éléments mobiliers des fonts baptismaux du XVIe siècle, un cadran solaire de 1640, un maitre-autel et un retable du XVIIe siècle.

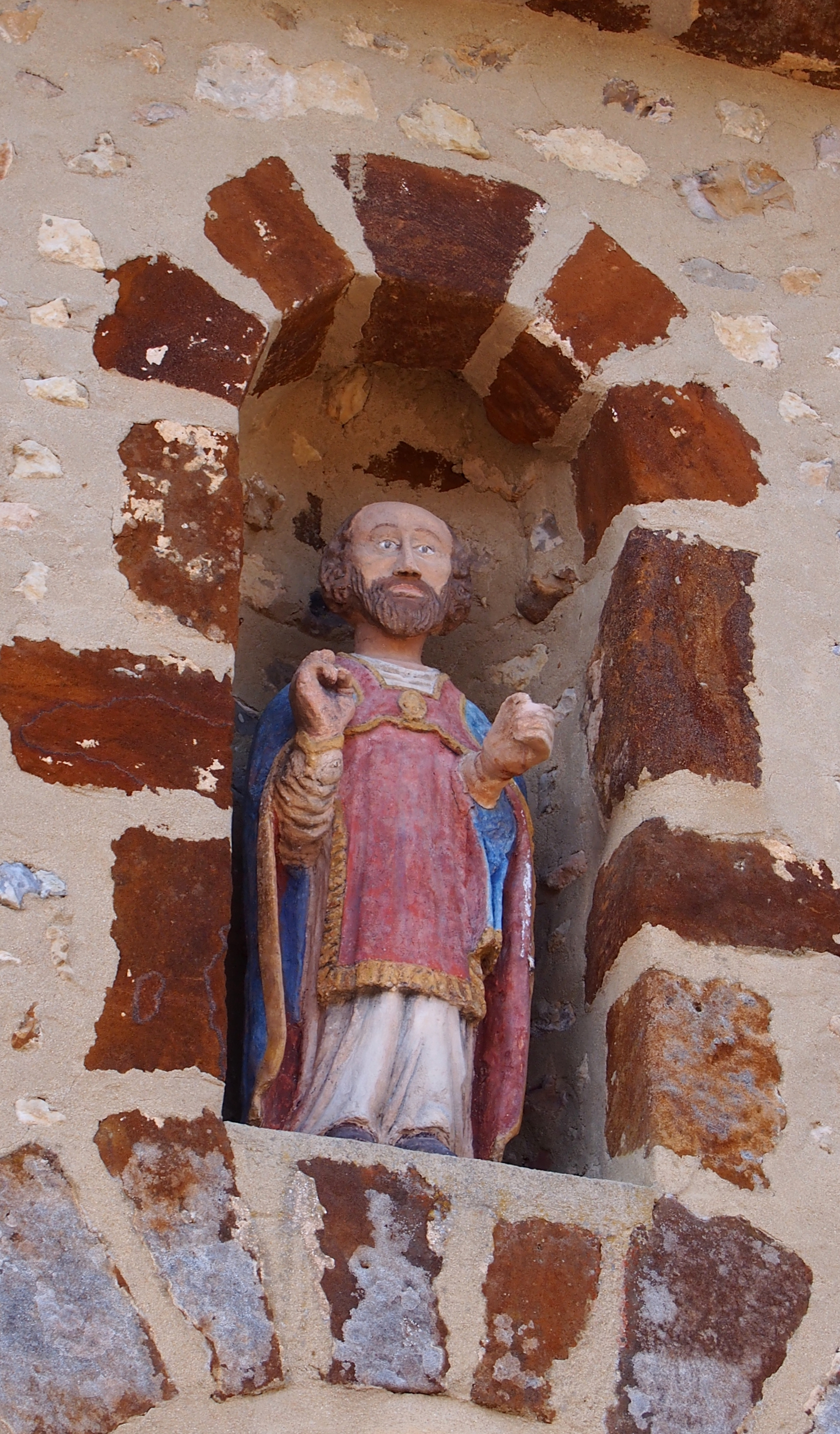
Statue de saint Pierre.